# Cathédrale de Zagreb
La cathédrale Notre-Dame-de-l'Assomption, Saint-Étienne et Saint-Ladislas est la cathédrale catholique de la ville de Zagreb en Croatie. Elle est située dans la ville haute, au cœur du quartier de Kaptol.

## Histoire
La construction de la cathédrale débute au XIe siècle en 1093. Cet édifice primitif est détruit par les Tatars et les Mongols en 1242. À la fin du XVe siècle, les invasions ottomanes déterminent les autorités épiscopales à faire fortifier la cathédrale. Au XVIIe siècle, une tour de guet est construite sur la rive sud de l'édifice, en raison de la menace ottomane persistante.
En 1880, la cathédrale est gravement endommagée par un violent tremblement de terre. La nef centrale et le clocher, réduits à l'état de ruines, nécessitent une reconstruction en profondeur et le remaniement d'une grande partie de l'édifice.
La tâche est confiée à l'architecte autrichien Hermann Bollé, qui dessine les deux flèches encadrant la façade, lesquelles constituent depuis lors l'un des repères urbains les plus représentatifs de la capitale croate. Depuis 1990, la cathédrale est en cours de restauration.
Lors du séisme du 22 mars 2020, elle perd une partie de sa tour sud.

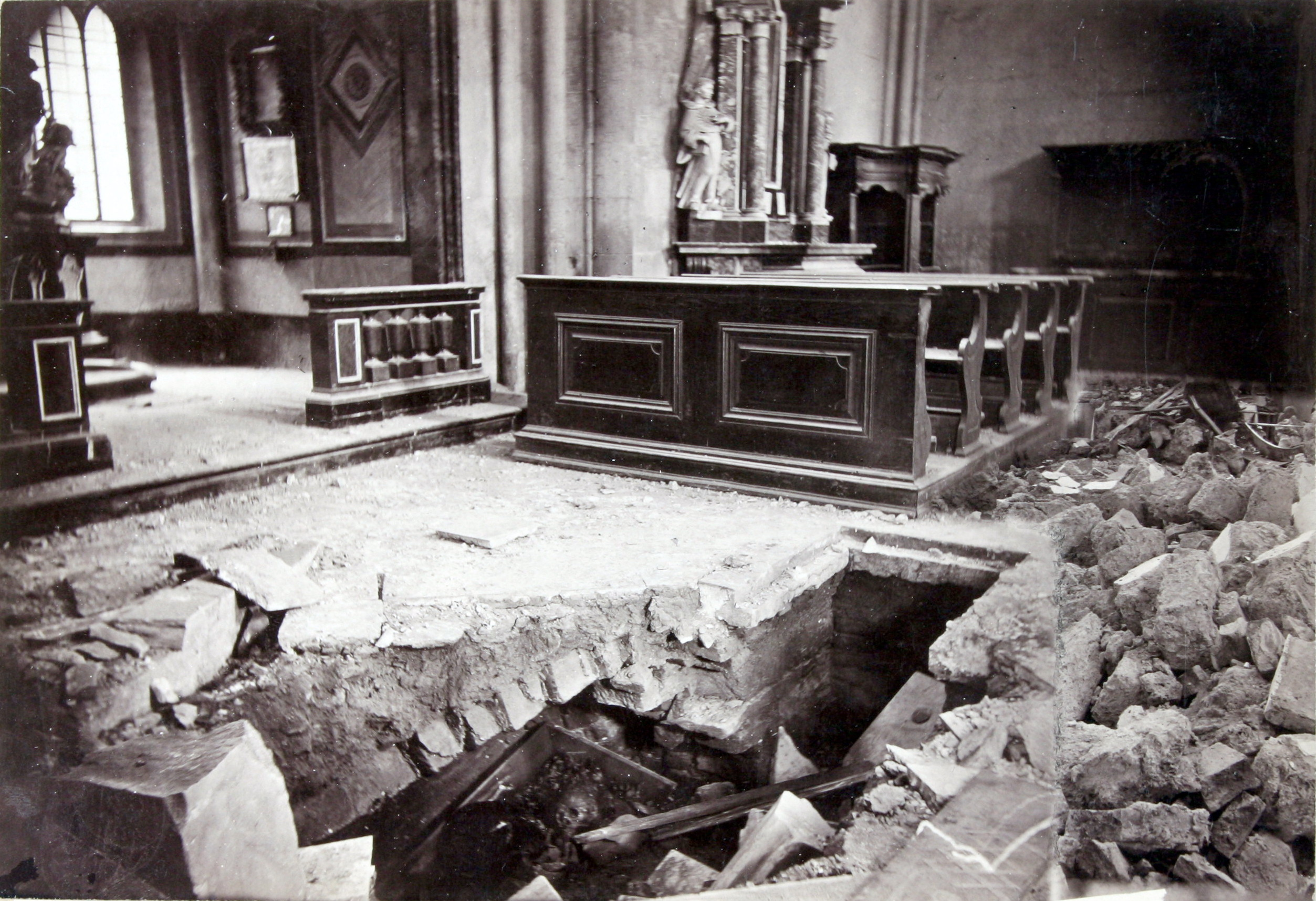
La cathédrale juste après le tremblement de terre de 1880. Photo d'Ivan Standl.
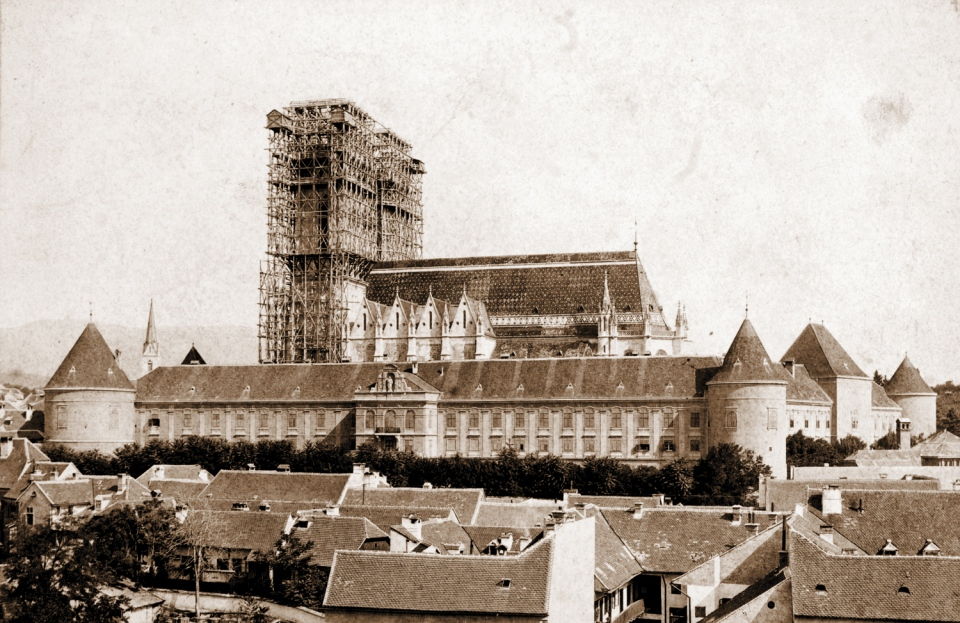
Reconstruction de la cathédrale, 1894. Photo d'Ivan Standl.

## Galerie

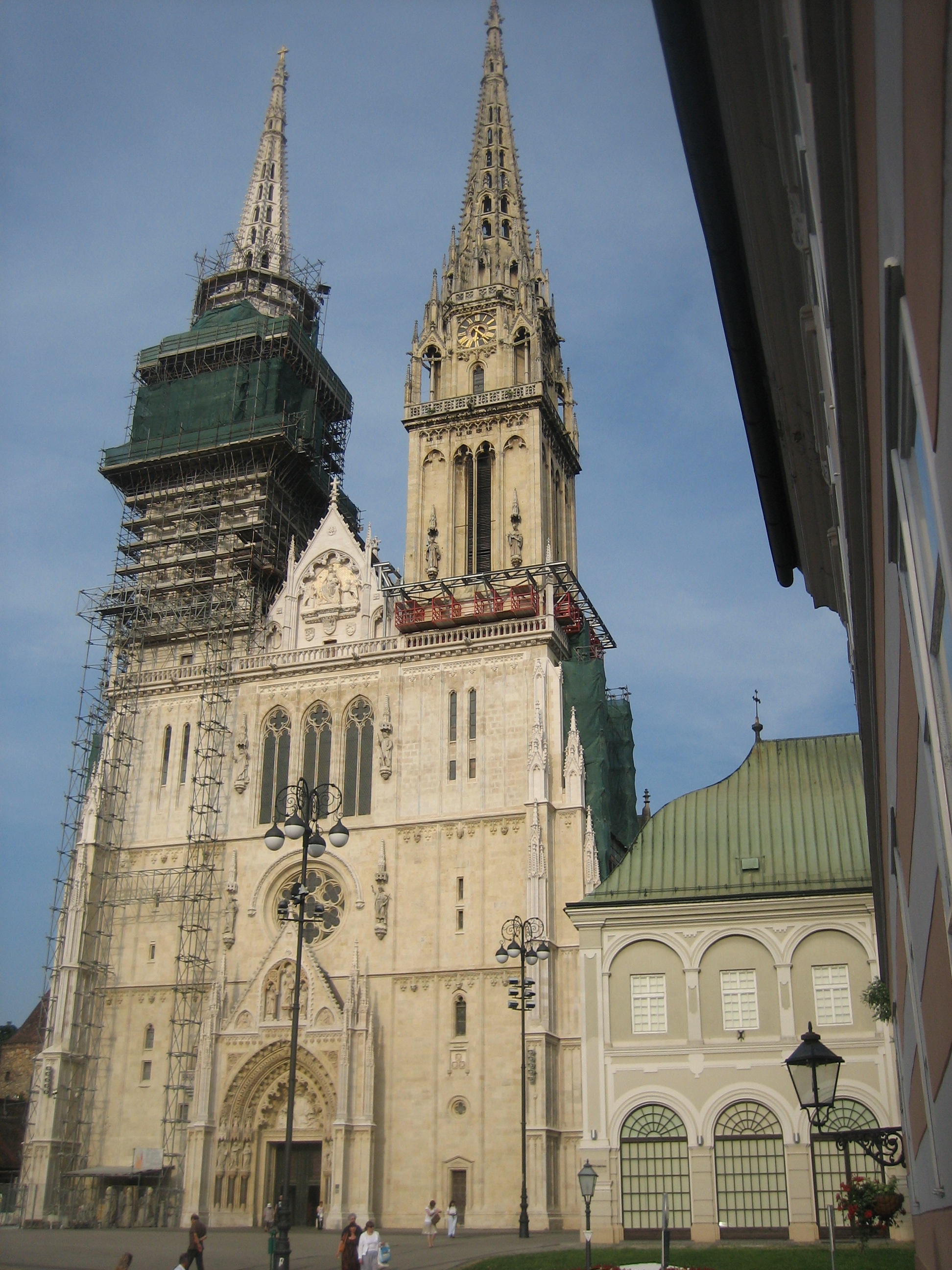
Vue de la Cathédrale avec sa Place
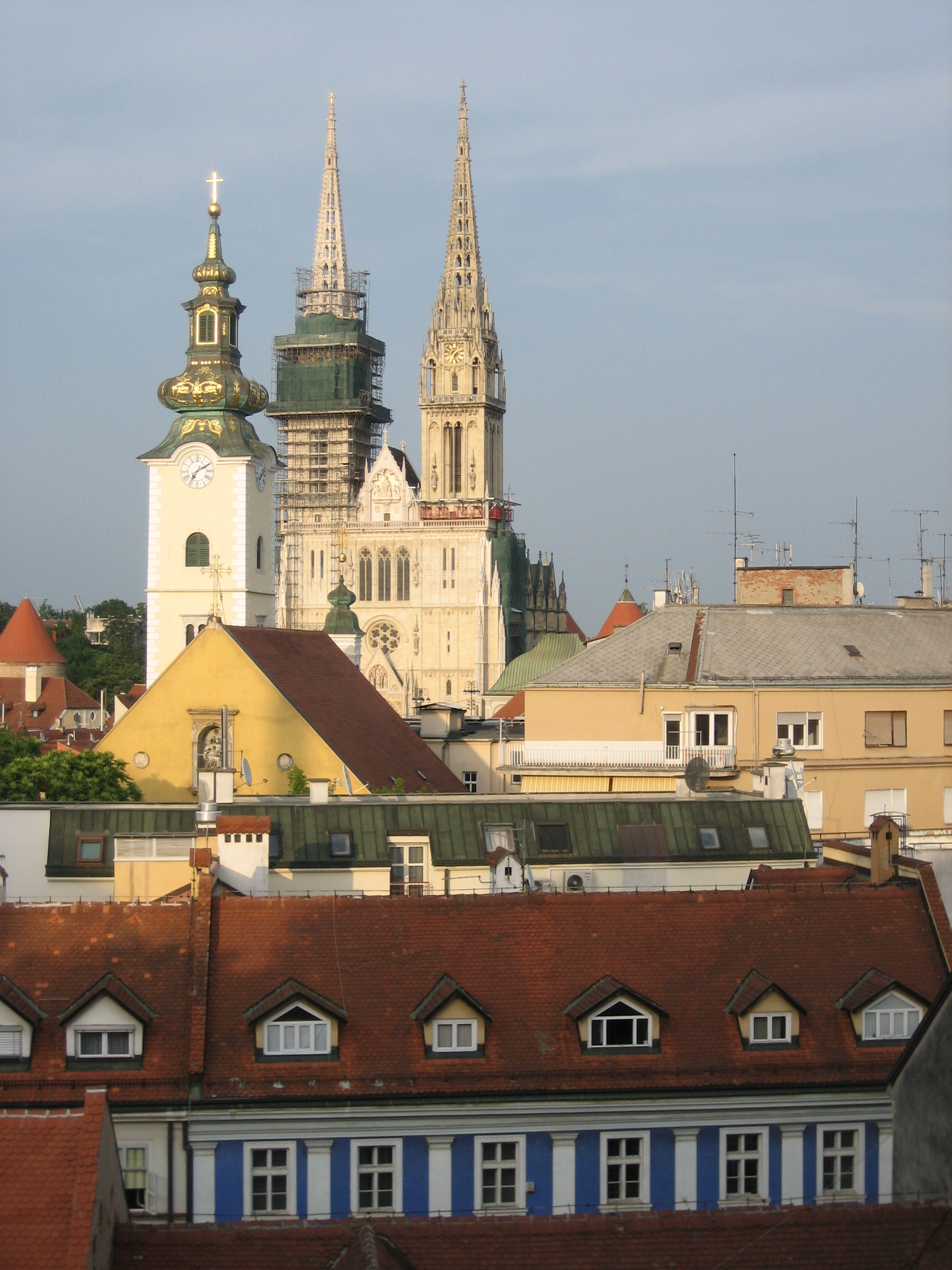
Vue panoramique de la Cathédrale
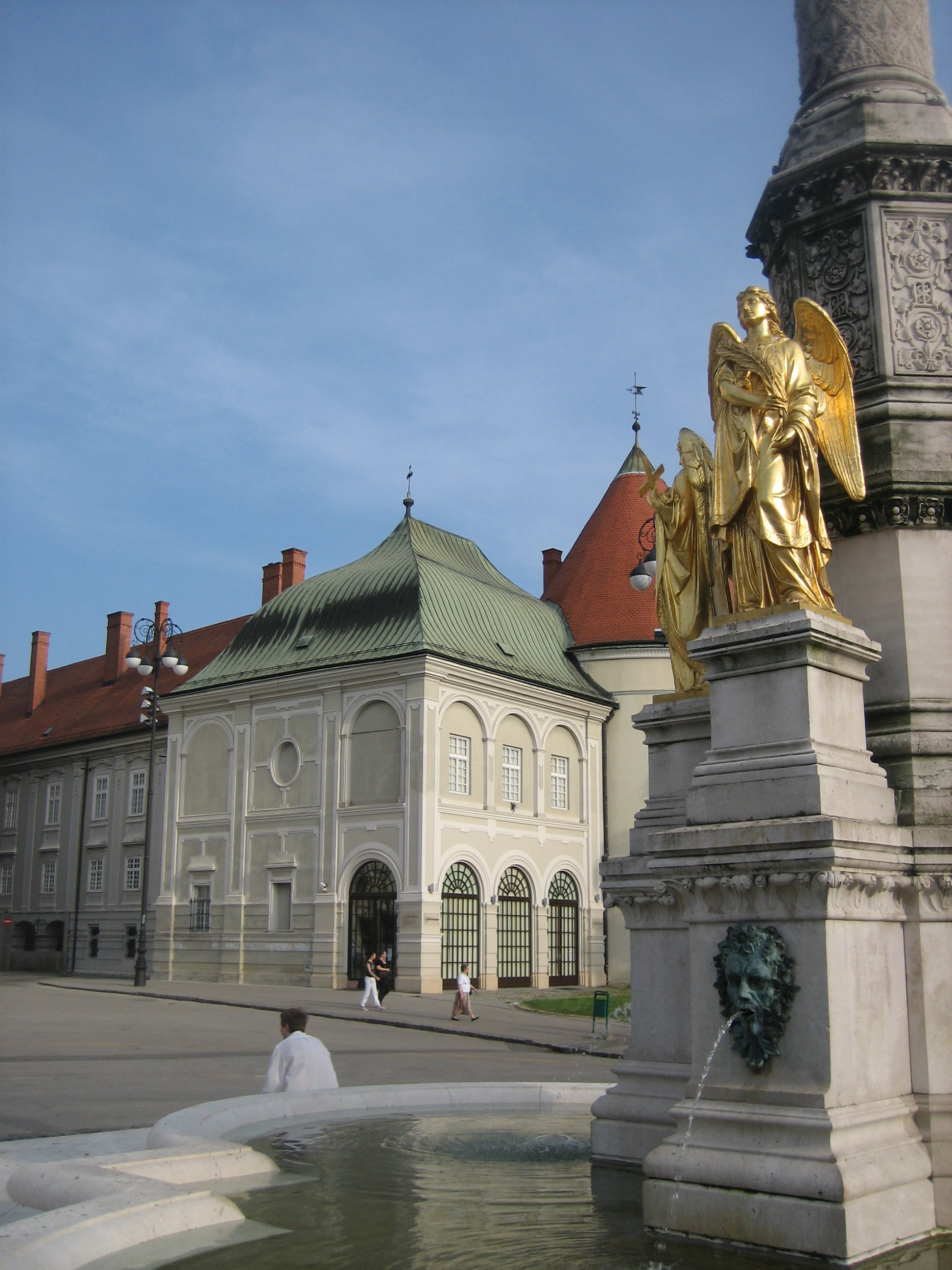
La place de la Cathédrale
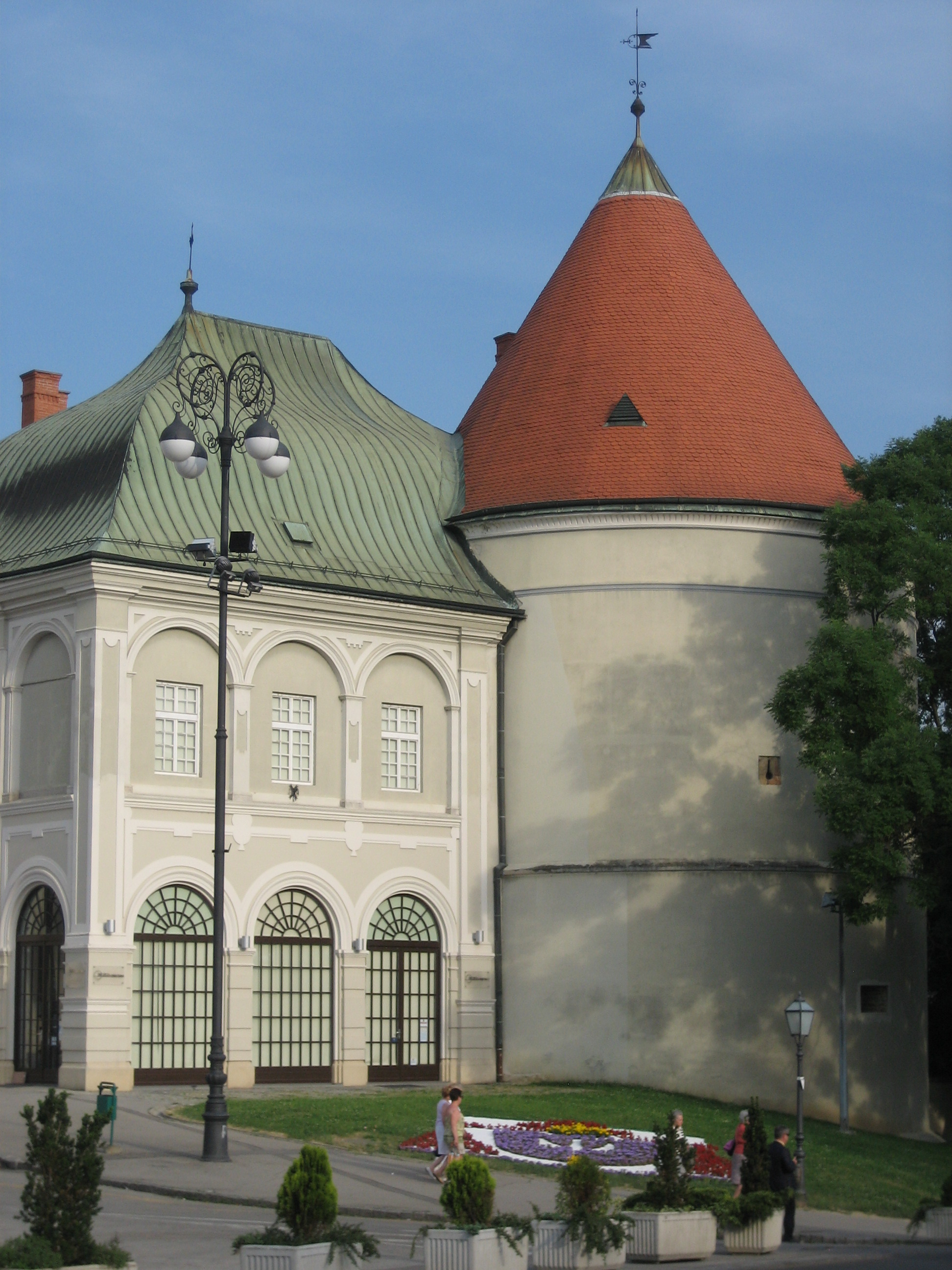
Le siège de l'Archidiocèse sur la Place de la Cathédrale